# U-185 (1942)
U-185 – niemiecki okręt podwodny (U-Boot) typu IX C/40 z okresu II wojny światowej. Okręt wszedł do służby w 1942 roku. Jedynym dowódcą był Kptlt. August Maus.

## Historia
Okręt wszedł w skład 4. Flotylli U-Bootów, gdzie od czerwca do października 1942 roku odbywał szkolenie. 1 listopada 1942 roku włączony do 10. Flotylli jako jednostka bojowa.
Odbył 3 patrole na Atlantyku, w trakcie których zatopił 9 statków o łącznej pojemności 62 761 BRT i uszkodził jeden statek (6840 BRT).
13 czerwca 1943 roku na północny zachód od przylądka Finisterre brytyjska łódź latająca Short Sunderland przeprowadziła atak na grupę wynurzonych U-Bootów (U-185, U-358, U-564, U-634 i U-653). Choć samolot został zestrzelony, zrzucone przez niego bomby poważnie uszkodziły U-564. Niemogąca się zanurzyć jednostka pod eskortą U-185 udała się w drogę powrotną do Francji. Następnego dnia na wodach Zatoki Biskajskiej oba U-Booty zostały wykryte przez samolot Whitley. Artyleria przeciwlotnicza obu okrętów podwodnych uszkodziła samolot, który zmuszony był wodować, ale zrzucone wcześniej bomby głębinowe zatopiły U-564. Jego dowódca i 17 członków załogi zostało wyłowionych przez U-185, który następnie przekazał ich na pokład niszczyciela Z-24.
U-185 został zatopiony bombami głębinowymi 24 sierpnia 1943 roku w rejonie Wysp Azorskich przez samoloty Avenger i Wildcat z amerykańskiego lotniskowca eskortowego USS „Core”. Zginęło 29 członków załogi i 14 rozbitków z zatopionego wcześniej U-604 a podjętych z wody przez U-185; 22 uratowano.